# قلعه ننه
قلعه ننه مربوط به دوران پیش از تاریخ ایران باستان تا دوران‌های تاریخی پس از اسلام است و در شهرستان مریوان، روستای ننه واقع شده و این اثر در تاریخ ۱۱ بهمن ۱۳۷۸ با شمارهٔ ثبت ۲۵۶۹ به‌عنوان یکی از آثار ملی ایران به ثبت رسیده است.